# 伍德拉夫 (亞利桑那州)
伍德拉夫（英語：Woodruff）是位於美國亞利桑那州納瓦霍縣的一個人口普查指定地區。根據2010年美國人口普查，該地人口為191人，而該地的面積約為14.98平方千米。

## 地理
伍德拉夫的座標為34°46′53″N 110°02′36″W / 34.78139°N 110.04333°W，而該地最高點為海拔高度1568米（即5144英尺）。